# Ruslan (Vorname)
Ruslan, Russlan oder Rouslan (kyrillisch Руслан) ist ein männlicher, ostslawischer Vorname. Die Herkunft ist nicht ganz geklärt: Einerseits besteht die Möglichkeit, dass der Name vom skandinavischen Wort Rysaland abstammt (Übersetzung ungefähr: „von russischem Land“), andererseits gibt es die Theorie, dass Ruslan vom türkischen Wort aslan („Löwe“) abgeleitet ist. Populär wurde der Name durch Alexander Sergejewitsch Puschkins Gedicht Ruslan und Ljudmila (1820).
Der Name ist vor allem in der Russischen Föderation, in der Ukraine, im Kaukasus sowie in Zentralasien weit verbreitet, während der Name in Westeuropa eher selten vorkommt. Die weibliche Namensversion ist Ruslana.

## Namensträger
- Ruslan Aljachno (* 1984), belarussischer Sänger
- Ruslan Boryssenko (* 1983), ukrainischer Eishockeyspieler und -trainer
- Ruslan Chagayev (* 1978), usbekischer Boxer
- Ruslan Imranowitsch Chasbulatow (1942–2023), tschetschenischer Politiker
- Ruslan Dibirgadschijew (* 1988), aserbaidschanischer Ringer
- Ruslan Fedotenko (* 1979), ukrainischer Eishockeyprofi
- Ruslan Leonidowitsch Grizan (* 1978), russischer Ski-Orientierungsläufer und Mountainbike-Orientierungsfahrer
- Ruslan Hontscharow (* 1973), ukrainischer Eiskunstläufer
- Ruslan Ivanov (* 1973), moldauischer Radrennfahrer
- Ruslan Karajew (* 1983), russischer Kickboxer
- Ruslan Khain (1972–2022), russischer Jazzmusiker
- Ruslan Kozaba (* 1966), ukrainischer Journalist, Kriegsdienstverweigerer und politischer Häftling
- Ruslan Lyssenko (* 1976), ukrainischer Biathlet
- Ruslan Malinowskyj (* 1993), ukrainischer Fußballspieler
- Ruslan Medzhitov (* 1966), usbekischer Immunologe
- Ruslan Nikolajewitsch Muraschow (* 1992), russischer Eisschnellläufer
- Ruslan Nurudinov (* 1991), usbekischer Gewichtheber
- Ruslan Pidhornyj (* 1977), ukrainischer Radrennfahrer
- Ruslan Ponomarjow (* 1983), ukrainischer Schachspieler
- Ruslan Rjaboschapka (* 1976), ukrainischer Generalstaatsanwalt
- Ruslan Faritowitsch Sainullin (* 1982), russischer Eishockeyspieler
- Ruslan Salej (1974–2011), belarussischer Eishockeyspieler
- Ruslan Sharipov (* 1978), usbekischer Journalist und Menschenrechtsaktivist
- Ruslan Stefantschuk (* 1975), ukrainischer Jurist, Hochschullehrer und Politiker
- Ruslan Leontjewitsch Stratonowitsch (1930–1997), sowjetischer Physiker und Wahrscheinlichkeitstheoretiker
- Ruslan Jurjewitsch Tschinachow (* 1992), russischer Poolbillardspieler

## Fiktive Personen
Ruslan ist die Hauptfigur aus dem märchenhaften Versepos Ruslan und Ljudmila (russisch Руслан и Людмила) von Alexander Sergejewitsch Puschkin. Auf der Geschichte basiert eine gleichnamige Oper Ruslan und Ljudmila, für die Michail Iwanowitsch Glinka die Musik und Nestor Kukolnik das Libretto schrieben.
Im verfilmten Werk Die Geschichte vom treuen Hund Ruslan (russisch Верный Руслан) von Georgi Wladimow ist Ruslan der Name eines Hundes, während in Driven to Kill, einem US-amerikanischen Thriller, der von Steven Seagal verkörperte Protagonist den Namen Ruslan Drachev trägt.

## Namensgeber für ein Flugzeug
Das Transportflugzeug Antonow An-124 Ruslan, das Ende der 1970er Jahre für die Armee der Sowjetunion konzipiert wurde, trägt ebenfalls den Namen Ruslan.